# Vinelz
Vinelz (frz. Fenis) ist eine politische Gemeinde im Verwaltungskreis Seeland des Kantons Bern in der Schweiz.
Vinelz ist eine so genannte Gemischte Gemeinde. Zusammen mit Lüscherz besteht eine evangelisch-reformierte Kirchgemeinde.

## Geographie

Luftbild, 1958

Vinelz liegt im Grossen Moos, einem besonders fruchtbaren Gebiet mit fast schwarzen Böden im Berner Seeland. Gleichzeitig liegt es am Südufer des Bielersees. Die Nachbargemeinden von Norden beginnend im Uhrzeigersinn sind Lüscherz, Brüttelen, Ins und Erlach.
Vinelz ist nicht zu verwechseln mit dem ebenfalls an den Bielersee grenzenden Bieler Ortsteil Vingelz.

## Politik
Gemeindepräsident ist Hansjürg Bigler (Stand 2024).
Bei den Nationalratswahlen 2023 betrugen die Wähleranteile in Vinelz (in Klammern die Veränderung im Vergleich zu den Wahlen 2019 in Prozentpunkten): SVP 33,78 % (+3,03), SP 17,48 % (+4,76), Mitte 11,66 % (−2,52), glp 10,48 % (+1,07), Grüne 10,36 % (−5,38), FDP 9,61 % (+0,74), EVP 2,60 % (+0,17), EDU 1,73 % (+1,12), SD 0,19 % (−1,34).

## Kultur
Der «Klub 172» befindet sich in den Räumlichkeiten der ehemaligen Landi-Filiale.

## Sehenswürdigkeiten

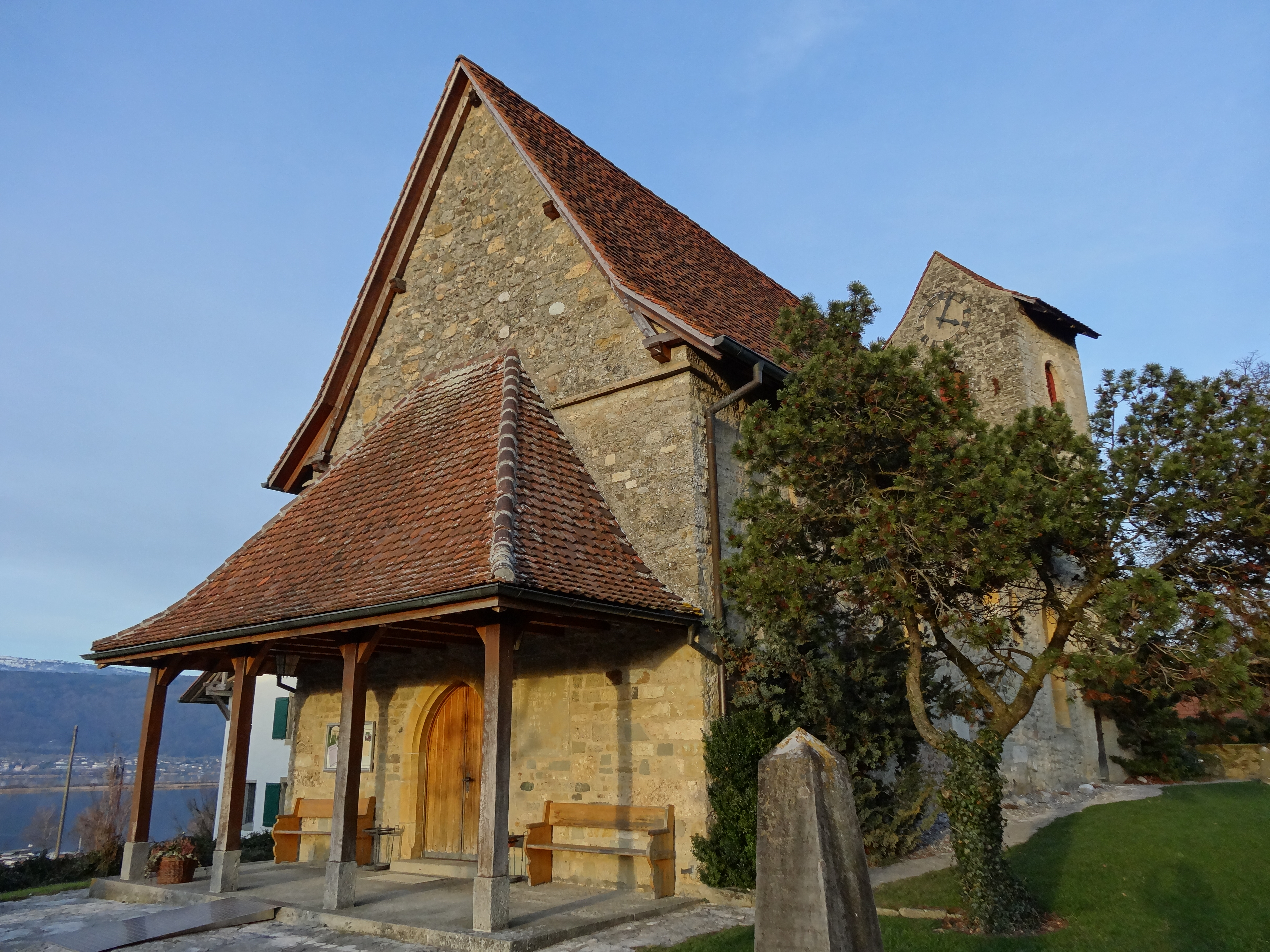
Reformierte Kirch Vinelz

Die heute reformierte romanische Kirche wurde vermutlich in den Jahren nach 1200 erbaut und 1228 erstmals erwähnt. Nach 1300 entstanden Wandmalereien, die noch gut erhalten sind. Die älteste Glocke im Turm ist etwa 400 Jahre alt, zwei weitere über 100 Jahre.

## Verkehr
Vinelz ist mit dem Postauto erschlossen.

## Persönlichkeiten
- Burkhard von Fenis (* um 1040; † 1107), burgundischer Adliger, von 1072 bis zu seinem Tod Bischof von Basel, wurde in Vinelz geboren.
- Cuno von Fenis († zwischen 1103 und 1108), burgundischer Adliger, Bischof von Lausanne (1097/98–1103), wurde in Vinelz geboren.
- Walter Lüthi (1901–1982), evangelischer Pfarrer und Prediger, wirkte hier von 1925 bis 1931 als Pfarrer.